# Aage Lund Hvalkof
Aage Lund Hvalkof (17. februar 1887 i København – 6. juni 1975) var en dansk ingeniør og modstandsmand, bror til Frode og Villi Lund Hvalkof.
Han var søn af oberst S.L. Hvalkof og hustru Marie Cecilie født Lund, blev cand.polyt. 1910 og sekondløjtnant 1914, blev ansat i vandbygningsvæsenet 1912, som ingeniør 1922, til tjeneste i Ringkøbing 1912-16, i Esbjerg 1916-19, i Helsingør 1919-22, i Lemvig 1922-31, i Sønderborg 1931-36, i København 1936, blev distriktsingeniør 1936 og chef for vandbygningsvæsenets 1. distrikt (landsdelene øst for Storebælt) og var havneingeniør i Helsingør 1937-57. Han var Ridder af Dannebrog og Dannebrogsmand og bar Hjemmeværnets Forjensttegn mm.
Hvalkof var kompagnileder i modstandsbevægelsen og dannede O-grupper (officersgrupper) i Helsingør fra ultimo 1943, men blev arresteret 27. oktober 1944.
Han blev gift 11. maj 1915 med Nelly Augusta Lund (4. november 1888 i Nyborg - ?), datter af skibsfører Laurits Chr. Lund (død 1892) og hustru Marie Boline født Rasmussen (død 1940).